# Championnats panarabes d'athlétisme 1983
Navigation
Édition précédente Édition suivante
Les championnats panarabes d'athlétisme 1983 se sont déroulés à Amman en Jordanie après le désistement de la Libye où elles devaient se tenir. 18 pays y ont participé et 388 athlètes dont 98 dames ont pris part aux compétitions.
Les records battus se répartissent ainsi :
- 1 record arabe et africain hommes
- 2 records arabes et 1 record africain dames
- 7 records des jeux hommes
- 6 records des jeux dames
- 50 records nationaux hommes
- 27 records nationaux dames

L'Algérie et la Tunisie ont remporté 13 titres chacune mais la première l'emporte au nombre des médailles de bronze. Au niveau des athlètes, l'Algérienne Rachida Ferjaoui (2 titres individuels et 2 par équipe) et le Tunisien Fethi Baccouche avec 3 titres individuels ont marqué ces jeux.

## Résultats

### Hommes
| Event                 | Or                             | Or              | Argent                     | Argent          | Bronze                        | Bronze          |
| --------------------- | ------------------------------ | --------------- | -------------------------- | --------------- | ----------------------------- | --------------- |
| 100 mètres            | Jamel Suleiman Qatar           | 10 s 33         | Haythem Yaâcoub Irak       | 10 s 44         | Ali Bakhta Algérie            | 10 s 55         |
| 200 mètres            | Ali Bakhta Algérie             | 21 s 11         | Jamal Suleiman Qatar       | 21 s 16         | Hassen Ali Lafta Irak         | 21 s 74         |
| 400 mètres            | Aouf Abderrahman Irak          | 47 s 29         | Mohamed Aissaoui Algérie   | 47 s 51         | Habib Dhouibi Tunisie         | 48 s 16         |
| 800 mètres            | Mohamed Alouini Tunisie        | 1 min 51 s 68   | Omar Khalifa Soudan        | 1 min 51 s 72   | Saïd Oukali Algérie           | 1 min 51 s 88   |
| 1 500 mètres          | Mohamed Néji Henchiri Tunisie  | 3 min 52 s 91   | Omar Khalifa Soudan        | 3 min 52 s 95   | Abderrahmane Morceli Algérie  | 3 min 53 s 66   |
| 5 000 mètres          | Fethi Baccouche Tunisie        | 14 min 20 s 83  | Abderrazak Bounour Algérie | 14 min 22 s 55  | Mohamed Néji Henchiri Tunisie | 14 min 23 s 23  |
| 10 000 mètres         | Fethi Baccouche Tunisie        | 29 min 58 s 4   | Moussa Ahmed Jouda Soudan  | 29 min 59 s 3   | Mohamed Ali Chouri Tunisie    | 30 min 3 s 5    |
| 3000 mètres steeple   | Fethi Baccouche Tunisie        | 8 min 54 s 9    | Mohamed Ali Chouri Tunisie | 8 min 55 s 9    | Rabah Aboura Algérie          | 9 min 27 s 7    |
| 110 mètres haies      | Ahmed Hamada Bahreïn           | 14 s 2          | Ridha Ben Haddah Algérie   | 14 s 5          | Mansour Salem Arabie saoudite | 14 s 6          |
| 400 mètres haies      | Ahmed Hamada Bahreïn           | 51 s 68         | Hassen El Assadi Irak      | 52 s 24         | Khelifa Khemiri Tunisie       | 52 s 63         |
| Saut en hauteur       | Othman Belfaâ Algérie          | 2,28 m          | Mohamed Aghlal Maroc       | 2,16 m          | Abdallah Esheeb Qatar         | 2,10 m          |
| Saut à la perche      | Mohamed Ben Saâd Algérie       | 4,60 m          | Choukri Abahnini Tunisie   | 4,50 m          | Mohamed Bouihiri Maroc        | 4,40 m          |
| Saut en longueur      | Walid Turki Irak               | 7,36 m          | Béchir Massikh Algérie     | 7,35 m          | Ahmed Ben Azouk Algérie       | 7,25 m          |
| Triple saut           | Fethi Abboud Libye             | 15,89 m         | Saïd Saed Algérie          | 15,72 m         | Mejhed Fahd Iraq              | 15,51 m         |
| Lancer du poids       | Mohamed Zenkaoui Koweït        | 17,36 m         | Mohamed Fathy Maroc        | 16,73 m         | Mahmoud Abel Koweït           | 16,34 m         |
| lancer du disque      | Abderrazak Ben Hassine Tunisie | 53,36 m         | Shawki Hajji Irak          | 48,90 m         | Adnan El Houry Syrie          | 48,40 m         |
| Lancer du marteau     | Hakim Toumi Algérie            | 66,34 m         | Yacine Laâouyel Algérie    | 64,94 m         | Khaled Ghalloum Koweït        | 53,48 m         |
| Lancer du javelot     | Tarek Chaabani Tunisie         | 70,30 m         | Mohamed Karakhi Maroc      | 68,58 m         | Malone Garang Soudan          | 64,82 m         |
| Décathlon             | Mourad Mahour Bacha Algérie    | 6893 pts        | Adel El-Charida Bahreïn    | 6857 pts        | Abdessatar Mouelhi Tunisie    | 6695 pts        |
| 20 km marche          | Abdelmajid Messifi Algérie     | 1 h 48 min 16 s | Mohamed Bouhalla Algérie   | 1 h 51 min 39 s | Amjad Taoualba Libye          | 2 h 2 min 16 s  |
| Marathon              | Saâdoun Nasser Irak            | 2 h 38 min 15 s | Omar Moussa Djibouti       | 2 h 44 min 39 s | Abdelaziz Bouguerra Tunisie   | 2 h 44 min 52 s |
| Relais 4 × 100 mètres | Qatar                          | 40 s 67         | Irak                       | 41 s 1          | Koweït                        | 41 s 8          |
| Relais 4×400 mètres   | Irak                           | 3 min 11 s 44   | Algérie                    | 3 min 12 s 75   | Tunisie                       | 3 min 17 s 22   |

### Dames
| Event                 | Or                           | Or             | Argent                       | Argent         | Bronze                    | Bronze         |
| --------------------- | ---------------------------- | -------------- | ---------------------------- | -------------- | ------------------------- | -------------- |
| 100 mètres            | Rachida Ferjaoui Algérie     | 12 s 16        | Fatima Mefti Algérie         | 12 s 52        | Intissar El Khaffaji Irak | 12 s 65        |
| 200 mètres            | Rachida Ferjaoui Algérie     | 25 s 14        | Salma Anane Tunisie          | 25 s 74        | Souad Gouider Algérie     | 25 s 79        |
| 400 mètres            | Sarra Touibi Tunisie         | 56 s 3         | Dalila Harek Algérie         | 57 s 6         | Wissal Mahmoud Irak       | 1 min 1        |
| 800 mètres            | Sarra Touibi Tunisie         | 2 min 9 s 5    | Dalila Harek Algérie         | 2 min 11 s 41  | Sabah Ben Nasr Tunisie    | 2 min 12 s 24  |
| 1 500 mètres          | Sabah Ben Nasr Tunisie       | 4 min 34 s 92  | Salima Jelloul Algérie       | 4 min 40 s 37  | Hela Maghrabi Syrie       | 4 min 45 s 74  |
| 3 000 mètres          | Sabah Ben Nasr Tunisie       | 10 min 31 s 51 | Hela Maghrabi Syrie          | 10 min 40 s 64 | Emna Aouda Jordanie       | 10 min 46 s 19 |
| 100 mètres haies      | Karima Henni Algérie         | 15 s 1         | Basma Gharbi Tunisie         | 15 s 19        | Kawther Akrémi Tunisie    | 15 s 58        |
| 400 mètres haies      | Basma Gharbi Tunisie         | 1 min 3 s 63   | Karima Henni Algérie         | 1 min 6 s 84   | Rana Fodha Jordanie       | 1 min 14 s 68  |
| Saut en hauteur       | Kawther Akrémi Tunisie       | 1,71 m         | Nacéra Zaaboub-Achir Algérie | 1,65 m         | Mbarka Ahnitou Maroc      | 1,60 m         |
| Saut en longueur      | Dalila Tayebi Algérie        | 5,92 m         | Kawther Akrémi Tunisie       | 5,81 m         | Basma Gharbi Tunisie      | 5,62 m         |
| Lancer du poids       | Souad Malloussi Maroc        | 15,47 m        | Aicha Dahmous Algérie        | 13,65 m        | Fatiha Larab Algérie      | 13,22 m        |
| lancer du disque      | Zoubida Laayouni Maroc       | 47,84 m        | Aicha Dahmous Algérie        | 42,84 m        | Jamila Aït Dib Algérie    | 41,16 m        |
| Lancer du javelot     | Fethia Ben Lemghar Maroc     | 46,04 m        | Samia Jomâa Algérie          | 44,03 m        | Noura Guedidah Algérie    | 42,18 m        |
| Heptathlon            | Nacéra Zaaboub-Achir Algérie | 5075 pts       | Zeina Mina Liban             | 4577 pts       | Rana Fodha Jordanie       | 2887 pts       |
| Relais 4 × 100 mètres | Algérie                      | 47 s 65        | Tunisie                      | 48 s 89        | Irak                      | 49 s 2         |
| Relais 4×400 mètres   | Maroc                        | 3 min 49 s 66  | Tunisie                      | 3 min 49 s 76  | Irak                      | 4 min 4 s 32   |

## Tableau des médailles

### Hommes
| Rang | Nation              | Or | Argent | Bronze | Total |
| ---- | ------------------- | -- | ------ | ------ | ----- |
| 1    | Tunisie             | 7  | 2      | 7      | 16    |
| 2    | Algérie             | 6  | 8      | 5      | 19    |
| 3    | Irak                | 4  | 4      | 2      | 10    |
| 4    | Qatar               | 2  | 1      | 1      | 4     |
| 5    | Bahreïn             | 2  | 1      | 0      | 3     |
| 6    | Koweït              | 1  | 0      | 3      | 4     |
| 7    | Libye               | 1  | 0      | 0      | 1     |
| 8    | Maroc               | 0  | 3      | 1      | 4     |
| 8    | Soudan              | 0  | 3      | 1      | 4     |
| 10   | Djibouti            | 0  | 1      | 0      | 1     |
| 11   | Arabie saoudite     | 0  | 0      | 1      | 1     |
| 11   | Syrie               | 0  | 0      | 1      | 1     |
| 11   | Jordanie            | 0  | 0      | 1      | 1     |
| 14   | Liban               | 0  | 0      | 0      | 0     |
| 14   | Palestine           | 0  | 0      | 0      | 0     |
| 14   | Oman                | 0  | 0      | 0      | 0     |
| 14   | Yémen               | 0  | 0      | 0      | 0     |
| 14   | Émirats arabes unis | 0  | 0      | 0      | 0     |
| -    | Total               | 23 | 23     | 23     | 69    |

### Dames
| Rang | Nation    | Or | Argent | Bronze | Total |
| ---- | --------- | -- | ------ | ------ | ----- |
| 1    | Algérie   | 7  | 9      | 4      | 20    |
| 2    | Tunisie   | 6  | 5      | 3      | 14    |
| 3    | Maroc     | 3  | 0      | 1      | 4     |
| 4    | Syrie     | 0  | 1      | 1      | 2     |
| 5    | Liban     | 0  | 1      | 0      | 1     |
| 5    | Irak      | 0  | 0      | 4      | 4     |
| 7    | Jordanie  | 0  | 0      | 3      | 3     |
| 8    | Palestine | 0  | 0      | 0      | 0     |
| -    | Total     | 16 | 16     | 16     | 48    |